# Safe Upon the Shore
Safe Upon the Shore er det niende studiealbum fra det canadiske folkrockband Great Big Sea. Det blev udgivet i d. 13. juli 2008. Albummet blev godt modtaget af anmelderne og kom direkte ind som #2 på den canadiske hitliste.

## Spor
| #   | Titel                          | Længde |
| --- | ------------------------------ | ------ |
| 1.  | "Long Life (Where Did You Go)" | 3:12   |
| 2.  | "Nothing But A Song"           | 3:04   |
| 3.  | "Yankee Sailor"                | 4:10   |
| 4.  | "Good People"                  | 2:35   |
| 5.  | "Dear Home Town"               | 3:58   |
| 6.  | "Over the Hills and Far Away"  | 3:09   |
| 7.  | "Hit The Ground and Run"       | 3:02   |
| 8.  | "Safe Upon the Shore"          | 3:28   |
| 9.  | "Have a Cuppa Tea"             | 3:12   |
| 10. | "Wandering Ways"               | 3:19   |
| 11. | "Follow Me Back"               | 3:21   |
| 12. | "Road To Ruin"                 | 2:23   |
| 13. | "Gallows Pole"                 | 2:58   |
| 14. | "Don't Wanna Go Home"          | 3:46   |

iTunes Canada Deluxe Version 
| #   | Titel                                        | Længde |
| --- | -------------------------------------------- | ------ |
| 15. | "Protest Song"                               | 3:12   |
| 16. | "Nothing But A Song (Video)"                 | 3:14   |
| 17. | "Nothing But A Song (Demo) [Pre-Order Only]" | 3:44   |

iTunes US Bonus Track Version 
| #   | Titel                                         | Længde |
| --- | --------------------------------------------- | ------ |
| 15. | "Nothing But A Song (Demo) [Bonus Track]"     | 3:44   |
| 16. | "Protest Song (Bonus Track) [Pre-Order Only]" | 3:12   |

Spor 2, 3, 4, 7 og bonus tracket blev afprøvet til koncerter inden de blev indspillet i studiet.

## Modtagelse

### Kommerciel succes
Albummet debuterede som #2 på Canadian Albums Chart, lige efter Eminems Recovery. Albummet solgte 7.000 eksemplarer i den første uge, mens Eminems album solgte 30.000 eksemplarer.

### Anmeldernes modtagelse
Greg Prato fra Allmusic gav hovedsageligt positiv kritik og skrev at "der er mere end øjet kan se (eller mere rammende, øret) i denne canadiske gruppe. Great Big Sea har skabt en ren "heartland-lyd" helt sin egen."

## Personel
- Alan Doyle – Vokal, guitar, bouzouki, mandolin, banjo, klaver
- Bob Hallett – Vokal, harmonika, voncertina, fløjte, mundharmonika, bouzouki, mandolin, violin, banjo, sækkepiber
- Séan McCann – Vokal, guitar, bodhrán, percussion

Med
- Murray Foster - Vokal, bas, guitar
- Kris MacFarlane - Vokal, trommer, percussion, guitar, keyboard, klaver

Gæstemusikere
- Sonny Landreth - Slideguitar
- Jeen O'Brien - Vokal
- Steve Berlin - Keyboard, melodika, percussion
- Washboard Hank - Vaskebræt
- Mark Mullins - Trombone, arrangement
- Craig Klein - Trombone
- Greg Hicks - Trombone
- J.P. Cormier - Mandolin, guitar, banjo, violin
- Shannon Powell - Tamburin
- Jeremy Fisher - Guitar

## Hitlister
| Hitliste (2010)              | Højeste placering |
| ---------------------------- | ----------------- |
| US Billboard 200             | 159               |
| US Billboard Top Heatseekers | 4                 |
| US Billboard Top Folk Albums | 3                 |
| Canadian Albums Chart        | 2                 |

| Land   | Salgstal |
| ------ | -------- |
| Canada | 7.000    |